# Stazione di Sant'Antonio Mantovano
La stazione di Sant'Antonio Mantovano è posta lungo la ferrovia Verona-Mantova-Modena, a servizio del comune di Porto Mantovano. Tra il 1934 e il 1967 da quest'impianto si diramava la ferrovia Mantova-Peschiera.

## Storia

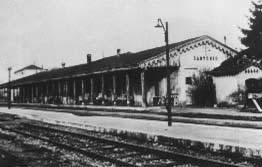
Immagine storica dell'impianto

La stazione fu aperta nel 1851 assieme alla linea ferroviaria proveniente da Verona, progettata da Luigi Negrelli allo scopo di unire due fortezze del Quadrilatero del Lombardo-Veneto. L'impianto svolse il ruolo di stazione terminale fino al 1873, quando fu aperto il tronco per Mantova e Borgoforte nell'ambito del completamento dell'itinerario ferroviario tra Verona e Modena.
Tra il 1851 e il 1856 la stazione fu esercita dalle ferrovie statali del Lombardo-Veneto (Lombardisch-venetianische Staatsbahn). Nel marzo di quell'anno fu rilevata dall'Imperial Regia Privilegiata Società delle ferrovie lombardo-venete (Kaiserlich königliche privilegierte Lombardisch-venetianische Eisenbahngesellschaft) assieme a tutte le altre linee della società statale. Entrò quindi a far parte del gruppo Südbahn (1857), passando alla Società per le Ferrovie dell'Alta Italia (SFAI) nel 1866, quando il Veneto e la provincia di Mantova furono assegnate al Regno d'Italia. Con le Convenzioni del 1885 fu assegnata alla Rete Adriatica, per passare sotto delle Ferrovie dello Stato fra il 1905 e il 2001, anno in cui venne rilevata da Rete Ferroviaria Italiana.
Nel 1934 era stata nel frattempo aperta all'esercizio la ferrovia Mantova-Peschiera, concessa ad un consorzio interprovinciale costituito ad hoc e subconcessa alla SAER. Il tracciato di questa linea si diramava dalla Verona-Modena proprio da questa stazione che divenne anche deposito per i rotabili della società concessionaria e sede del Dirigente Unico che regolava la circolazione della ferrovia. La linea fu chiusa all'esercizio nel 1967 e disarmata negli anni seguenti. Il tratto fino a Marmirolo venne utilizzato fino al 2005 in regime di raccordo merci a servizio della CIMA, poi Leon d'Oro.

## Strutture e impianti
Il fabbricato viaggiatori, ricostruito nel secondo dopoguerra, ha pianta rettangolare e si sviluppa su due livelli fuori terra.
Il piazzale comprende tre binari adibiti al servizio viaggiatori. Il binario due è quello di corsa della linea Verona-Mantova-Modena, mentre il primo e il terzo, precedentemente a servizio della ferrovia Mantova-Peschiera, sono utilizzati per incroci e precedenze.
Lo scalo merci è presente sia a settentrione sia a meridione del fabbricato viaggiatori. Verso sud, i binari tronchi sono utilizzati per la sosta di mezzi di manutenzione. La parte a settentrione è utilizzata per il trasporto intermodale.
L'area di stazione delle Ferrovia Mantova Peschiera, cui si accedeva dal fascio di binari settentrionale, era caratterizzata da un deposito per il materiale rotabile a due vie, affiancato a sud da ulteriori due binari di servizio; un ulteriore binario tronco, con relativo tronchino di manovra, era posto a nord del fabbricato. L'intero complesso del deposito-officina FMP era anche raccordato direttamente alla linea per Peschiera, la quale in stazione si innestava sul binario 3.